# Elena Linari
Elena Linari, née à Fiesole le 15 avril 1994, est une footballeuse internationale italienne, qui joue au poste de défenseure centrale à London City Lionesses.

## Biographie

### En club
Elena Linari a joué pour l'Atlético Madrid. Elle a également joué pour Brescia et a remporté trois championnats, deux coupes et deux supercoupes d'Italie,.
Elle s'engage avec le FC Girondins de Bordeaux le 23 juillet 2020.
Elle rejoint l'AS Rome en 2021. Elle remporte le Championnat d'Italie féminin de football 2022-2023, et est nommée meilleure défenseure du championnat.

### En équipe nationale
Elena Linari fait partie de l'équipe nationale italienne depuis 2013 .
En 2019, elle fait partie des 23 joueuses retenues afin de participer à la Coupe du monde organisée en France.

## Vie privée
En juin 2023, elle défile à la Marche des fiertés organisée à Rome